# Sahara (singel Maanamu)
Sahara – singiel zespołu Maanam wydany w styczniu 1997 roku, promujący ósmy album studyjny Łóżko. Oprócz singlowego utworu, na wydawnictwie znajdują się także jego dwa remiksy, oraz remiksy piosenki „Jeśli chcesz”.

## Lista utworów
1. „Sahara” – 3:10
2. „Sahara (Mix Trance)” – 3:26
3. „Sahara (Mix French)” – 3:26
4. „Jeśli chcesz (Mix Trip Hop)” – 2:57
5. „Jeśli chcesz (Mix Ambient)” – 2:58

(Utwory 2–5 remiksy Agressiva 69)

## Twórcy
- Kora – śpiew
- Marek Jackowski – gitary